# 616

## Decese
- mai: Agilulf al longobarzilor  (n. ?)